# 浅川一家
二代目淺川一家位於福岡縣福岡市中央區春吉3丁目 本部的設置，日本的黑社會指定暴力團之一・六代目山口組的2次團體。

## 略年表
- 1973年山健組組長・山本健一（山口組若頭）受盃予浅川一實。
- 年代不祥・浅川一實升任山健組舍弟頭補佐。
- 年代不祥・浅川一實就任二代目山健組（組長・渡邊芳則）舎弟頭。
- 1984年6月四代目山口組時代，浅川一實昇格為山口組直参。
- 1989年12月淺川一家的總長代行，亦是浅川一實的親弟“浅川桂次”（浅川會會長）升格為山口組直参。
- 1997年9月浅川一實退休。
- 1997年10月由浅川一實的另一個親弟，同時也是若頭的“浅川睦男”繼承第2代組長；在12月升格為山口組直参。
- 1998年4月五代目山口組組長渡邊芳則受盃予“浅川睦男”
- 2005年8月，旗下の西村會與道仁會三代目村上一家神闘總業發生衝突。

## 历代总长
- 初代：浅川一实（五代目山口组若中、原二代目山健组舍弟头）
- 2代目：浅川睦男（六代目山口组若中。一实的亲弟）

## 最高幹部
- 總長・淺川睦男
- 若頭・西村俊己（西村會會長）
- 舍弟頭・一之宮敏彰（一真會會長）
- 本部長・〔姓氏不明〕（藤浦組組長）
- 若頭補佐・大杉健次（大杉組組長）
- 關東責任者・〔姓氏不明〕（武藤會會長；東京 六本木）